# Isabel Pantoja
María Isabel Pantoja Martín, ismertebb nevén: Isabel Pantoja (Sevilla, 1956. augusztus 2. –) spanyol énekesnő. Sevillában született, a Triana negyedben. Karrierje során több tucatnyi lemezt adott ki, főleg copla stílusú dalokkal.

## Élete
Pantoja művészi pályája hétévesen kezdődött, amikor unokanővérének, Chiquetetének flamencotársulatában táncolt. 17 évesen találkozott tanítómesterével, Juan Solano Pedreróval, aki Rafael de León költővel együtt írta első slágereit. Pantoja a copla stílusban kezdett remekelni: első dalai a "El Pájaro Verde", a "Garlochí" és az "'El Señorito'". 1983-ban adta ki első nagylemezét, Cambiar por ti címen, amin a címadó dal mellett "En la Niebla" és "Nada" című dalait is tartalmazta, amik utóbb első sikereit hozta. Pantoja innentől kezdve balladákat és romantikus dalokat adott elő copla stílusban.
1983-ban ment férjhez, a matador Francisco Rivera Pérez "Paquirri"-hez; ami a spanyolországi bulvrálapok népszerű főszereplőjévé tette a párt, hiszen megtestesítették a spanyol romantikus sztereotípiát: a matador és a copla énekesnő szerelmét. 1984 szeptemberében Paquirri meghalt egy bikavidalban, ami miatt Pantoja a pletyka- és bulvármgazainoktól a "Spanyolország özvegye" (La viuda de Espana) ragadványnevet kapta.
Mély gyászában adta ki a Marinero de Luces című albumát, amiről a címadó dal lett az énekesnő egyik legismertebb dala. A zenét José Luis Perales szerezte, a lemezből egy millió példányt adtak el.
1988-ban adta ki Desde Andalucía című nagylemezét, amelyről az Así fue dala vált népszerűvé: a lemez és a dal Juan Gabriel mexikói énekes-dalszerző közreműködésével készült. A dal – amelyet Pantoja duettben is elénekelt – a Bilboard Latin pop lemez listájának első helyéig jutott.  1989-ben újabb lemezt adott ki Se me enamora el alma címen, amelyből a címadó dallal újabb sikert ért el az énekesnő.
1990-ben Pantoja filmszerepet kapott a Yo soy ésa című filmben, José Coronado és Loles León mellett, 1991-ben pedig a El día que nací yo filmben Arturo Fernández és Joaquim de Almeida mellett szerepelt.

## Magánélete
Isabel egy sevillai, zenész cigány család lányaként született: édesapja, Juan Pantoja Cortés fandango művész volt és édesanyja Ana María Martín Villegas bailaora volt.  Három fiútestvére volt, két öccse és egy bátyja. Bátyja, Bernardo Pantoja (1953–2022) egy ideig az énekesnő sofőrjeként dolgozott. Bernardónak született egy lánya, Anabel Pantoja, aki az énekesnő személyi assisztense lett. Két öccse a nővérükhőz hasonlóan a művészpályát választották: Agustín Pantoja énekes, Juan Antonio Pantoja pedig az énekesnő gitárosa volt.
Pantoja első férje  Francisco Rivera Pérez "Paquirri" matador volt 1983 és 1984 között. Paquirri 1984-ben vesztette életét, amikor Pozoblancóban az arénában egy bika halálos sérülést okozott neki. Első házasságából született fia Francisco José Rivera Pantoja, ismertebb nevén Kiko Rivera. Lányát magáról nevezt el  María Isabel Pantoja Martínnak (1995–), akit a sajtó Isa Pantoja vagy Chabelita néven szokott említeni.

## Lemezei
- 1974 – Fue por tu voz
- 1975 – Que dile y dile
- 1976 – Niña Isabela
- 1978 – Y no estaba muerto, no, no
- 1979 – 22 abriles tengo
- 1981 – Al Alimón
- 1981 – Amante, amante
- 1982 – ¡Viva Triana!
- 1983 – Cambiar por ti
- 1985 – Marinero de luces
- 1987 – Tú serás mi Navidad
- 1988 – Desde Andalucía(wd)
- 1989 – Se me enamora el alma
- 1990 – La canción española
- 1992 – Corazón herido
- 1993 – De nadie
- 1996 – Amor eterno
- 1998 – Veneno
- 1999 – A tu vera
- 2002 – Donde el corazón me lleve
- 2003 – Soy como soy: grandes éxitos
- 2003 – Mi Navidad flamenca
- 2004 – Buena suerte
- 2005 – By Pumpin' Dolls
- 2005 – Sinfonía de la copla
- 2005 – Mi canción de Navidad
- 2006 – 10 boleros y una canción de amor
- 2010 – Isabel Pantoja (Spanyolország) / Encuentro (Latin-Amerika)
- 2016 – Hasta que se apague el sol
- 2020 - Canciones que me gustan